# Aeroporto Internacional Rainha Alia
O  Aeroporto Internacional Rainha Alia  (Árabe: مطار الملكة علياء الدولي‎ ) (IATA: AMM, ICAO: OJAI) é um aeroporto situado na Zizya (زيزياء) área de 20 milhas (32 km) ao sul de Amã, a capital da Jordânia. O aeroporto possui três terminais: dois terminais de passageiros e um terminal de carga. É o hub  da Royal Jordanian Airlines, a transportadora nacional, assim como sendo um importante eixo para Jazeera Airways, Emirates Airlines, Gulf Air e a Jordan Aviation. Foi construído em 1983.
O aeroporto tem o nome da Rainha Alia, a terceira mulher do rei Hussein da Jordânia, que morreu em um acidente aéreo em 1977.

## Estatísticas
| Ano  | Total Passageiros |
| ---- | ----------------- |
| 2002 | 2,334,779         |
| 2003 | 2,358,475         |
| 2004 | 2,988,174         |
| 2005 | 3,301,510         |
| 2006 | 3,506,070         |
| 2007 | 3,861,100         |
| 2008 | 4,477,800         |
| 2009 | 4,770,000         |

## Linhas Aéreas
As seguintes companhias aéreas servem o Aeroporto Internacional Rainha Alia:
- Afriqiyah Airways (Tripoli)
- Air Algérie (Algiers)
- Air Arabia (Sharjah)
- Air Blue (Karachi)
- Air Cairo (Cairo and Charters)
- Air France (Paris-Charles de Gaulle)
- Air Universal (Amman-Marka, Beirut, Jeddah, Karachi, Tehran-Imam Khomeini, Tripoli and Charters)
- Air Rum (Freetown and Charters)
- Alexandria Airlines (Alexandria and Charters)
- Arab Wings (Amman-Marka, Aqaba, Beirut, Sharm El Sheikh, Tel Aviv, and Charters)
- Arkia Israel Airlines (Tel Aviv)
- Austrian Airlines (Vienna [begins May 7])
- AVE.com (Charters)
- Bahrain Air (Barém)
- Cyprus Airways (Lárnaca)
- Delta Air Lines (Nova Iorque-JFK)
- Dolphin Air (Charters)
- EgyptAir (Cairo)
- EgyptAir Express (Luxor, Sharm El Sheikh)
- Emirates (Dubai)
- Etihad Airways (Abu Dhabi)
- Globe Jet Airlines (Beirut Seasonal and Charters)
- GMG Airlines (Bangladesh) [Pending Government Decision]
- Gulf Air (Barém)
- Gryphon Airlines (Bagdá)
- Iraqi Airways (Bagdá, Baçorá, Erbil, Sulaymaniyah)
- Izair (Charters)
- Jazeera Airways (Kuwait, Dubai)
- Jetairfly (Brussels)
- Jordan Aviation (Alexandria, Ácaba, Assuit, Barém, Damasco, Dubai, Kuwait and Charters)
- KLM (Amsterdam)
- Korean Air (Seoul-Incheon) (Charters)
- Kurdistan Airlines (Ebril)
- Kuwait Airways (Kuwait)
- Libyan Airlines (Benghazi, Tripoli)
- Lotus Air (Cairo, Sharm el Sheikh)
- Lufthansa (Frankfurt)
- Middle East Airlines (Beirut)
- Nas Air (Saudi Arabia) (Jeddah)
- Oman Air (Muscat)
- Onur Air (Istanbul-Atatürk Seasonal and Charters)
- Palestinian Airlines (Al'Arish, Aqaba, Riyadh)
- Qatar Airways (Doha)
- Raya Jet (Amman-Marka, Aqaba, and Charters)
- Royal Falcon (Baku)
- Royal Jordanian (Abu Dhabi, Aden, Al Ain, Al'Arish, Aleppo, Alexandria, Amsterdam, Amman-Marka, Aqaba, Atenas, Barém, Bangkok-Suvarnabhumi, Barcelona, Baçorá, Beirute, Bruxelas [begins April 1, 2009], Budapest, Cairo, Calcutta, Chicago-O'Hare, Colombo, Damascus, Dammam, Delhi, Detroit, Doha, Dubai, Erbil, Frankfurt, Geneva, Hong Kong, Istanbul-Atatürk, Jeddah, Kiev-Boryspil, Khartoum, Kuwait, Larnaca, London-Heathrow, Madrid, Milan-Malpensa, Montreal, Moscow-Domodedovo, Mumbai, Munich, New York-JFK, Paris-Charles de Gaulle, Riyadh, Rome-Fiumicino, Sana'a, Sharm El Sheikh, Singapore, Sulaymaniyah, Tel Aviv, Tripoli, Tunis, Vienna, Zürich)
- Royal Wings Airlines (Aqaba, Tel Aviv, and Charters)
- S7 Airlines (Moscow Seasonal)
- Saga Airlines (Charters)
- Sama Airlines (Dammam, Riyadh)
- Saudi Arabian Airlines (Dammam, Jeddah, Medinah, Riyadh)
- Sky Airlines (Antalya, Istanbul-Atatürk [seasonal] and Charters)
- Sky Gate International Aviation (Amman-Marka, Aqaba and Charters)
- Smart Aviation Company (Cairo and Charters)
- StarJet (Charters)
- Sudan Airways (Beirute [sazonal], Cartum)
- TAROM (Bucharest-Otopeni, Cairo)
- Teebah Airlines (Bagdá, Baçorá, Dubai, Erbil, Sulemiânia)
- Tunisair (Tunis)
- Turkish Airlines (Istanbul-Atatürk)
- UM Airlines (Kiev-Boryspil)
- World Focus Airlines (Istanbul-Atatürk)
- Yemenia (Beirut, Sana'a)

### Linhas Cargueriras
- Cargolux (Luxembourgo)
- DHL
- Emirates SkyCargo (Dubai)
- Royal Jordanian (Aqaba, Brussels, Damascus, Dubai, Istanbul-Atatürk, Larnaca, London-Heathrow, London-Stansted, Malta, New York-JFK)
- Saudi Arabian Airlines Cargo (Damman, Dubai, Riyadh)
- Transworld Aviation

## Transporte
São 24 Ônibus e 7 táxis que servem o aeroporto. Os ônibus funcionam de meia em meia hora. Uma nova linha ferroviária está sendo construída que ligará o Aeroporto Internacional Rainha Alia com a Região Central e a Cidade Baixa de Amã.

## Tipos de aeronaves
O Aeroporto Internacional Rainha Alia vê uma grande variedade de tipos de aeronaves, tais como, Airbus A340, Airbus A330, Airbus A321, Airbus A320, Airbus A319, Airbus A310, Airbus A300, Boeing 737, Boeing 747, Boeing 767, Boeing 757, Boeing 727, Boeing 707, Lockheed L-1011, McDonnell Douglas MD-80/MD-90, Embraer 195, Embraer 190, Embraer 170, Fokker 28, De Havilland Dash 8-300, Bombardier Dash 8 Q400, Fokker 50, e muitas mais.

## Incidentes
Em 3 de maio de 2003, Hiroki Gomi, um fotógrafo do jornal japonês Mainichi Shimbun, estava carregando um objeto, informou ser uma lembrancinha da batalha do Iraque, quando o objeto explodiu enquanto ele estava sendo inspecionado. O dispositivo matou o guarda de segurança ao inspeciona-lo, e feriu Gomi, que estava parado nas proximidades.